# Pyrgocyphosoma bidentatum
Pyrgocyphosoma bidentatum är en mångfotingart som först beskrevs av Karl Wilhelm Verhoeff 1900.  Pyrgocyphosoma bidentatum ingår i släktet Pyrgocyphosoma och familjen knöldubbelfotingar. Inga underarter finns listade i Catalogue of Life.